# Diocesi di Romblon
La diocesi di Romblon (in latino: Dioecesis Rombloniensis) è una sede della Chiesa cattolica nelle Filippine suffraganea dell'arcidiocesi di Capiz. Nel 2022 contava 467.520 battezzati su 574.170 abitanti. È retta dal vescovo Narciso Villaver Abellana, M.S.C.

## Territorio
La diocesi comprende la provincia filippina di Romblon.
Sede vescovile è la città di Romblon, dove si trova la cattedrale di San Giuseppe.
Il territorio si estende su 1.567 km² ed è suddiviso in 30 parrocchie.

## Storia
La diocesi è stata eretta il 19 dicembre 1974 con la bolla Christi Ecclesia di papa Paolo VI, ricavandone il territorio dalla diocesi di Capiz (oggi arcidiocesi) e dal vicariato apostolico di Calapan.
Originariamente suffraganea dell'arcidiocesi di Jaro, il 17 gennaio 1976 è entrata a far parte della provincia ecclesiastica dell'arcidiocesi di Capiz.

## Cronotassi dei vescovi
Si omettono i periodi di sede vacante non superiori ai 2 anni o non storicamente accertati.
- Nicolas Mollenedo Mondejar † (19 dicembre 1974 - 21 novembre 1987 nominato vescovo di San Carlos)
- Vicente Salgado y Garrucho † (30 maggio 1988 - 30 gennaio 1997 dimesso)
- Arturo Mandin Bastes, S.V.D. † (3 luglio 1997 - 25 luglio 2002 nominato vescovo coadiutore di Sorsogon)
- Jose Corazon Tumbagahan Tala-oc (11 giugno 2003 - 25 maggio 2011 nominato vescovo di Kalibo)
  - Sede vacante (2011-2013)
- Narciso Villaver Abellana, M.S.C., dal 15 ottobre 2013

## Statistiche
La diocesi nel 2022 su una popolazione di 574.170 persone contava 467.520 battezzati, corrispondenti all'81,4% del totale.
| anno | popolazione | popolazione | popolazione | presbiteri | presbiteri | presbiteri | presbiteri                | diaconi | religiosi | religiosi | parrocchie |
| anno | battezzati  | totale      | %           | numero     | secolari   | regolari   | battezzati per presbitero | diaconi | uomini    | donne     | parrocchie |
| ---- | ----------- | ----------- | ----------- | ---------- | ---------- | ---------- | ------------------------- | ------- | --------- | --------- | ---------- |
| 1980 | 166.328     | 195.680     | 85,0        | 18         | 17         | 1          | 9.240                     |         | 2         | 7         | 15         |
| 1990 | 194.150     | 229.764     | 84,5        | 24         | 24         |            | 8.089                     |         |           | 16        | 21         |
| 1998 | 184.388     | 290.138     | 63,6        | 34         | 33         | 1          | 5.423                     |         | 1         | 34        | 25         |
| 2001 | 170.123     | 227.532     | 74,8        | 33         | 32         | 1          | 5.155                     |         | 1         | 21        | 25         |
| 2002 | 196.175     | 264.034     | 74,3        | 39         | 38         | 1          | 5.030                     |         | 1         | 37        | 26         |
| 2003 | 189.425     | 264.081     | 71,7        | 35         | 34         | 1          | 5.412                     |         | 2         | 25        | 26         |
| 2004 | 192.128     | 264.351     | 72,7        | 34         | 32         | 2          | 5.650                     |         | 2         | 35        | 26         |
| 2010 | 258.176     | 312.000     | 82,7        | 37         | 35         | 2          | 6.977                     |         | 2         | 52        | 26         |
| 2014 | 315.642     | 410.867     | 76,8        | 38         | 37         | 1          | 8.306                     |         | 4         | 47        | 26         |
| 2017 | 434.955     | 534.550     | 81,4        | 46         | 45         | 1          | 9.455                     |         | 3         | 35        | 26         |
| 2020 | 455.600     | 559.530     | 81,4        | 42         | 41         | 1          | 10.847                    |         | 4         | 40        | 26         |
| 2022 | 467.520     | 574.170     | 81,4        | 53         | 53         |            | 8.821                     |         | 2         | 49        | 30         |